# Majáles

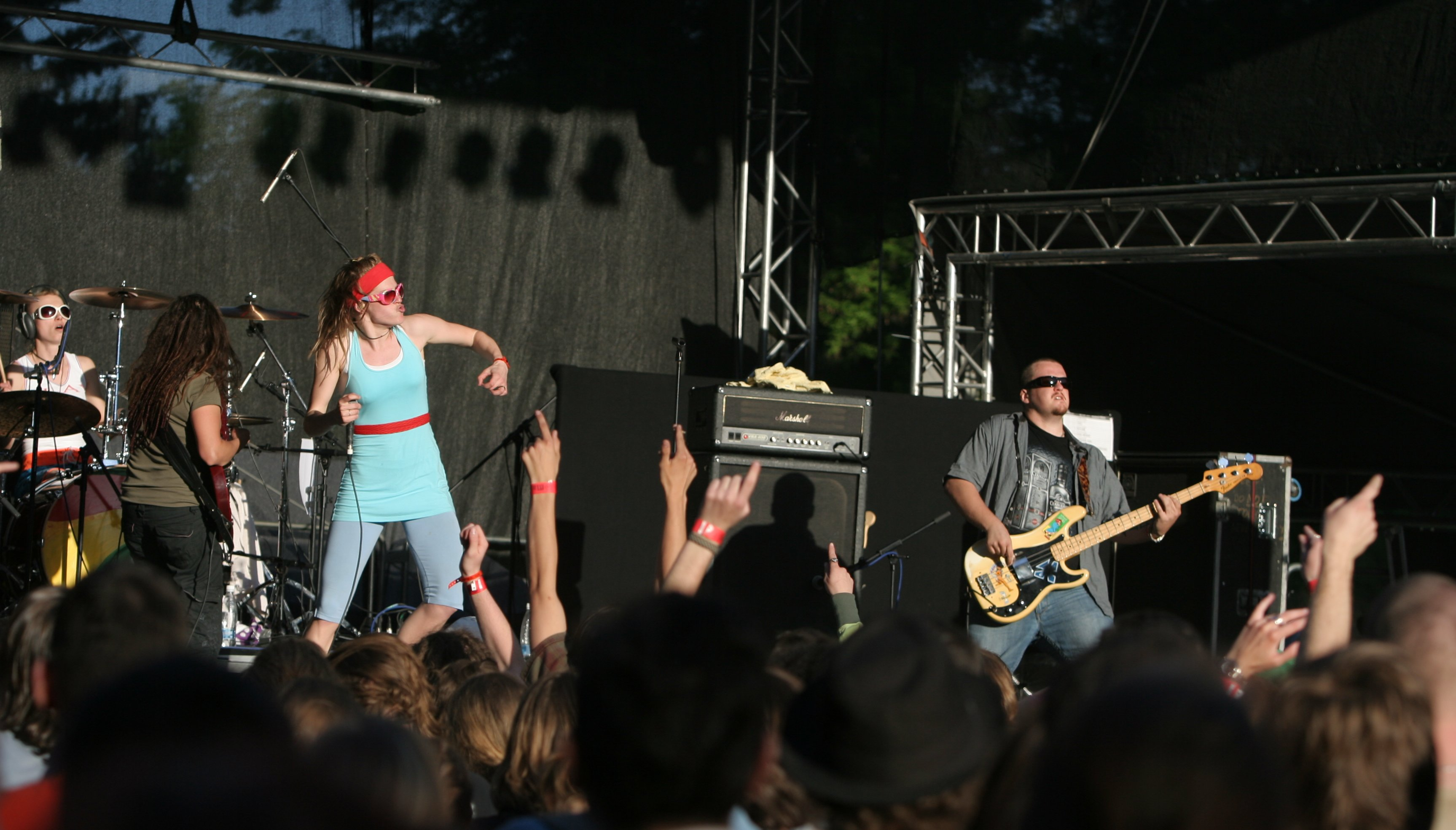
Na pražském Majálesu 2007 koncertovala mj. skupina Gaia Mesiah

Majáles (v překladu z latiny „májové, květnové“) jsou české studentské oslavy příchodu máje, oslava krás studentského života.

## Ve středověku a za Rakouska-Uherska
Tradice je doložena už od dob rozmachu univerzit v 15. století, a již tehdy se ustálil zvyk tolerovat studentskou recesi, a to i provokativní. Některými autory je původ slavnosti v českých zemích kladen až do prostředí středoškoláků v 18. století. V den školního volna před filipojakubskou nocí (30. dubna) se žáci vydávali pod školními prapory a se svým učitelem do jarní přírody, kde zpěvem oslavovali radost.
Přes zákaz konaný majáles roku 1847 na gymnáziu v Litomyšli je jednou z klíčových události Jiráskova románu Filosofská historie z roku 1878. V národnostně vyhrocené druhé polovině 19. století se majáles stal, dle Jiráskovy interpretace, volnomyšlenkářským, antiklerikálním a vlasteneckým svátkem, který si přisvojili i vysokoškolští studenti. Majáles byly charakterizovány především průvody různě recesisticky oblečených studentů městem a volbou Krále majálesu.

## V Československu

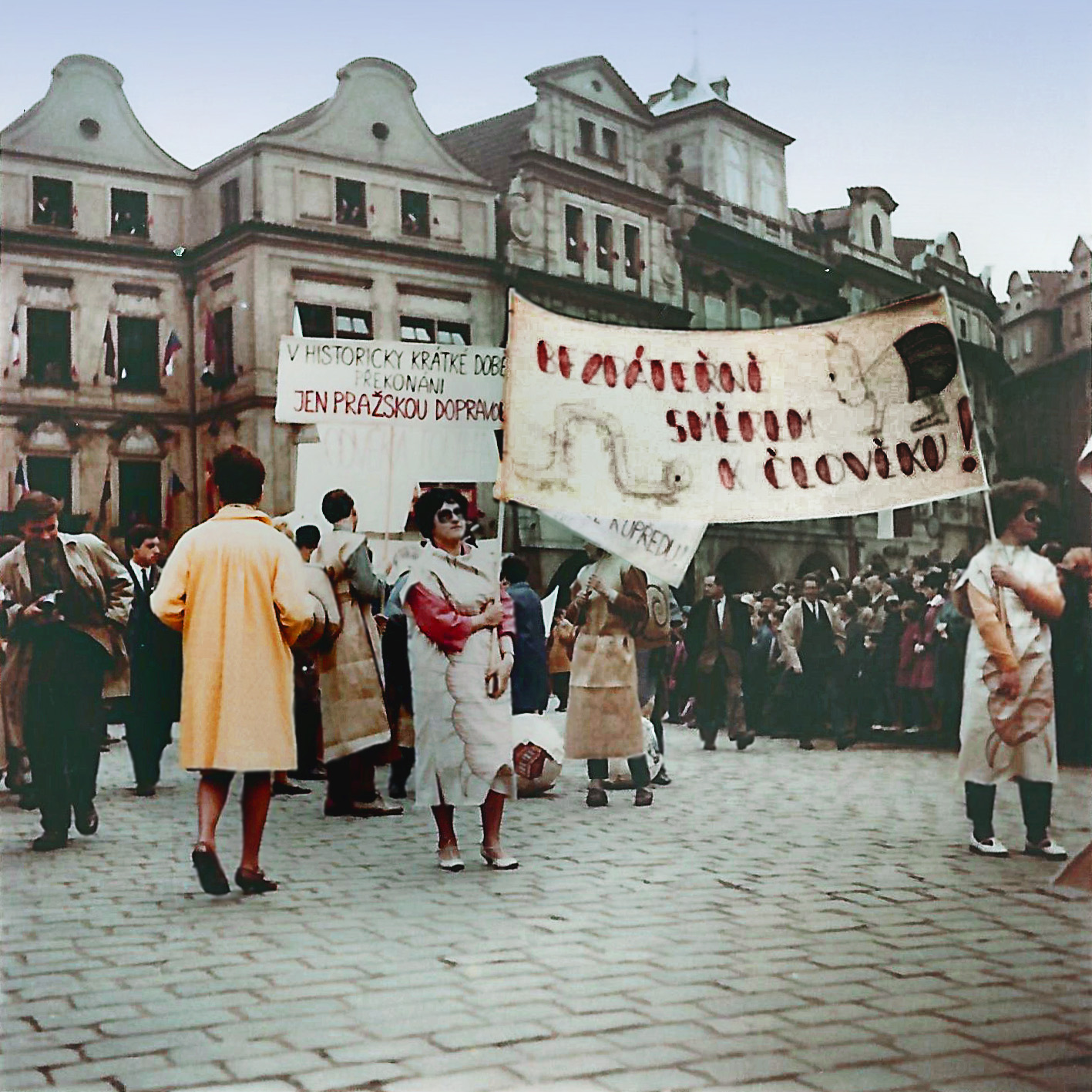
Průchod studentů Prahou v roce 1965

Za první československé republiky tradice majáles ochabovala, po druhé světové válce v letech 1946–1947 tradici oživovali politicky aktivní svazáci. Roku 1956, po pádu Stalinova kultu, se režim odvážil tradici obnovit, avšak snažil se ji mít pod kontrolou. Oddělení propagandy a agitace Ústředního výboru Československého svazu mládeže vydalo metodickou příručku „Ako pripraviť majáles“, v níž vyzývalo k zapojení dělnické mládeže i pracující inteligence. Brožura Politicko-organizačná príprava majálesu doporučovala, aby do pořádání byly zapojeny orgány veřejné osvěty, školní inspekce, národních výborů, velkých závodních klubů atd. Oficiální časopis Karlovy univerzity dokonce přináší seznam doporučených hesel, například „Za další růst zaměstnanců rektorátu!“, „Pusťte ministra mezi nás!“ či „Ať vzkvétá aparát Československého svazu mládeže – opora naší práce!“, která byla vnímána jak neskrývaná ironie. Represivní bezpečnostní složky byly v pohotovosti, ale nezasáhly. Přesto si majáles ve druhé polovině 50. let a v 60. letech uchovaly opoziční a studentský ráz. Z majálesových oslav roku 1956 vzešly petice Československého svazu mládeže Matematicko-fyzikální fakulty UK a Pedagogické fakulty UK, které vyzývaly ke zrušení cenzury, přehodnocení „bratrského“ vztahu k SSSR nebo omezení kádrového řízení na školách. Další ročníky majáles byly spolupřipravovány a bedlivě kontrolovány bezpečností. Květnové studentské akce se v Praze konaly bez průvodů a s policejní asistencí u pomníku K. H. Máchy.

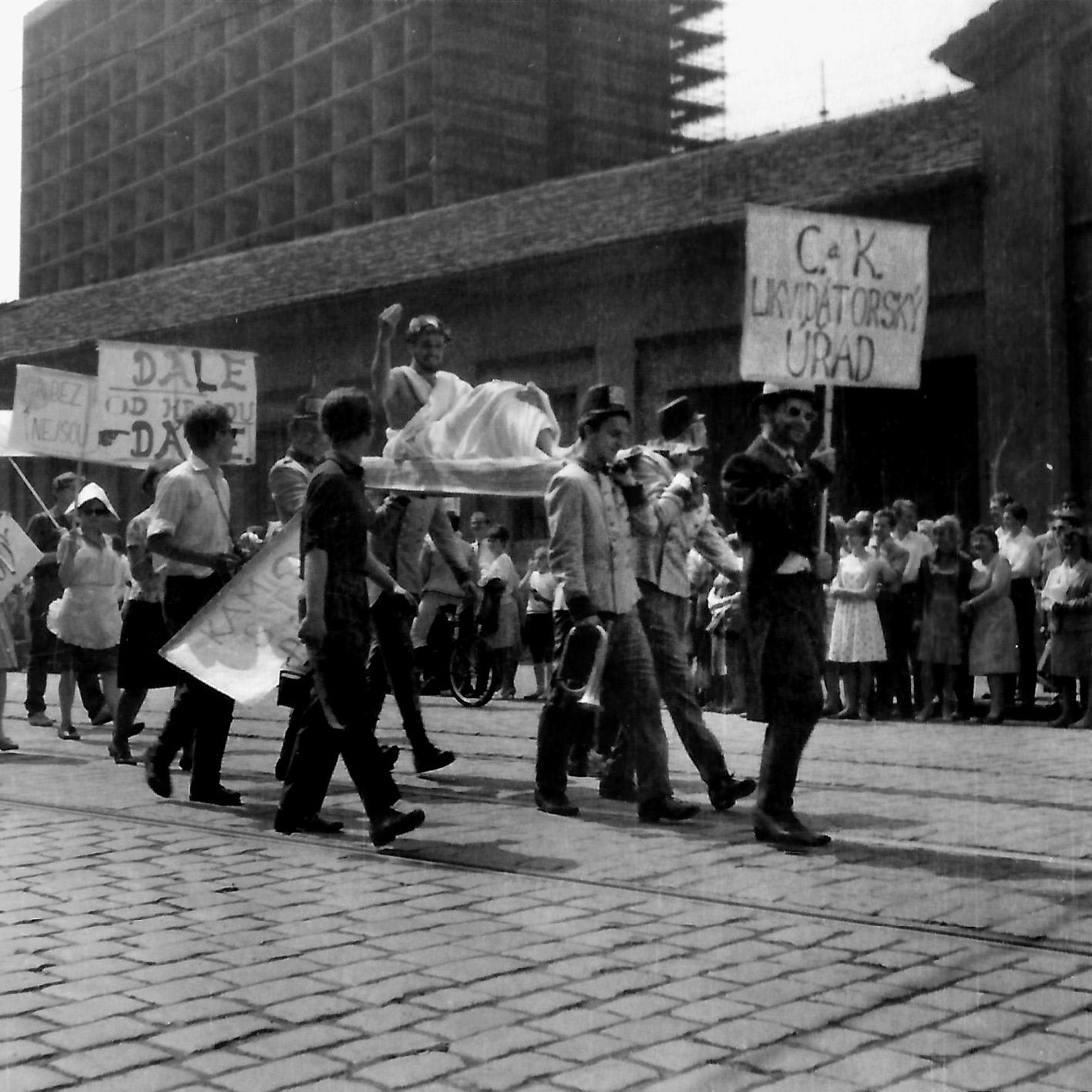
Průchod studentů Prahou v roce 1966

Od roku 1964 byly oslavy majálesu oficiálně povoleny. Roku 1965 ideologický dozor polevil a výsledkem bylo, že králem pražského majálesu byl zvolen americký beatnik Allen Ginsberg. Režim reagoval neprodleně: dva dny po majálesu Ginsberga zatkl pro opilství, o den později jej zadržel a obvinil z výtržnictví, opilství, narkomanie a propagace homosexuality. O dva dny později byl úředně vyhoštěn z Československa a odletěl do Londýna. I majáles v roce 1966 se nesl ve společensko kritickém duchu. Bezpečnostní složky negativně hodnotily zejména oslavy v Poděbradech, Plzni, Českých Budějovicích a Praze. Pražského průvodu se zúčastnilo asi sedm tisíc pět set studentů, počet přihlížejících byl odhadován na sto tisíc. Králem majálesu v Praze a Plzni se stal Miroslav Horníček. Režim již nepřistoupil k tvrdým represím, nicméně bylo rozhodnuto majáles nadále nepořádat a nahradit ho jarními studentskými slavnostmi v rámci Týdnů mládeže. V 80. letech byly alegorické průvody a pochody městem nahrazeny přehlídkami hudebních skupin.

## Porevoluční majáles
První pražský majáles od šedesátých let se konal v roce 1990. Králem majálesu byl zvolen student MFF UK Milan Horák. Korunu převzal z rukou svého předchůdce básníka Allena Ginsberga.
Zárodky majálesu v současném pojetí vznikly roku 2004, kdy města Zlín, Brno a Olomouc společně uspořádala Moravský Majáles. Od roku 2005 jsou větší majálesy v českých zemích spojeny do projektu Český Majáles. V roce 2007 se odehrával Český Majáles již v 10 městech. Následující rok se pak projektu účastnila Praha, Brno a Plzeň; od roku 2009 do sestavy opět přibyl Hradec Králové. Zcela samostatnou akcí je festival Budějovický Majáles, který svou novodobou tradicí spadá do roku 2004 a je oproti festivalům zapojeným do Českého Majálesu neziskovou akcí pořádanou studenty, kterým není lhostejné dění ve městě, v němž žijí a studují. Stejně tak se nekomerční tradici podařilo obnovit i v Olomouci, kde od roku 2011 probíhá Olomoucký Majáles Univerzity Palackého. Ten si zachoval původní tradici alegorického průvodu, volbu krále a kromě přehlídky hudebních skupin je také centrem divadel, umění, sportu, apod. Mezi zachované středoškolské Majálesy patří i Majáles v Českém Těšíně. V tomto pohraničním městě se Majáles koná od roku 2007. Těšínský Majáles se snaží zachovat tradice, průvody, Krále i královnu, kteří jsou vybírání z maturitních ročníků těšínského Gymnázia, programy Majálesu jsou utvářeny z řad talentovaných studentů. Těšínský Majáles organizují studenti studentům a je neziskový. Mezi zvláštnosti Těšínského Majálesu patří multikulturnost, kterou přináší jedinečná kombinace českých a polských středních i základních škol v tomto městě.
Velké porevoluční majálesy obsahově navazují na tradici 80. let, tj. mají především charakter velkého hudebního festivalu spojeného s různými zábavnými soutěžemi, prezentujícími dovednosti studentů, ale jsou masovější. Přibyla prezentace komerčních produktů cílených na studenty, důraz na regionální identitu a propagaci regionálních politiků a jejich záměrů či slibů. Podle Zbyňka Petráčka jdou porevoluční majálesy establishmentu na ruku, místo aby vycházely ze studentské aktivity a spontaneity a proti establishmentu rebelovaly.
Proti takovému vnímání Majálesu se postavili aktivní studenti a studentky pražských vysokých škol, když v roce 2013 vedle festivalu Pražský majáles uspořádali paralelně vlastní akci na neziskové bázi.  Cílem iniciativy bylo podporovat aktivní studenty, prezentovat autentickou studentskou kulturu a vést diskusi nad problémy českého vysoké školství. Na úspěšný první ročník plánuje organizační tým složený ze studentů UK, ČVUT, VŠE a AMU navázat 1. května 2014.
| 2004                               | 2005                                              | 2006                                                                   | 2007                                                                                                 | 2008                                          | 2009                                                                        | 2010                                                                                   | 2011                                                                        | 2012                                                                        |
| Brno Olomouc Zlín České Budějovice | Praha Brno Ostrava Olomouc Plzeň České Budějovice | Praha Brno Ostrava Olomouc Plzeň České Budějovice Hradec Králové Písek | Praha Brno Ostrava Olomouc Plzeň České Budějovice Hradec Králové Písek Liberec Pardubice Český Těšín | Praha Brno Plzeň České Budějovice Český Těšín | Praha Brno Plzeň Hradec Králové České Budějovice Ústí nad Labem Český Těšín | Praha Brno Plzeň Hradec Králové České Budějovice Strakonice Ústí nad Labem Český Těšín | Praha Brno Plzeň Hradec Králové České Budějovice Ústí nad Labem Český Těšín | Praha Brno Plzeň Hradec Králové České Budějovice Ústí nad Labem Český Těšín |